# Crockerella cymodoce
Crockerella cymodoce é uma espécie de gastrópode do gênero Crockerella, pertencente à família Clathurellidae.